# Parvis des 260-Enfants
Le parvis des 260-Enfants est une voie piétonne du 4e arrondissement de Paris.

## Situation et accès
Cette place est située devant l'école élémentaire des Hospitalières-Saint-Gervais, rue des Hospitalières-Saint-Gervais,.
Ce site est desservi par la station de métro Saint-Paul.

## Origine du nom

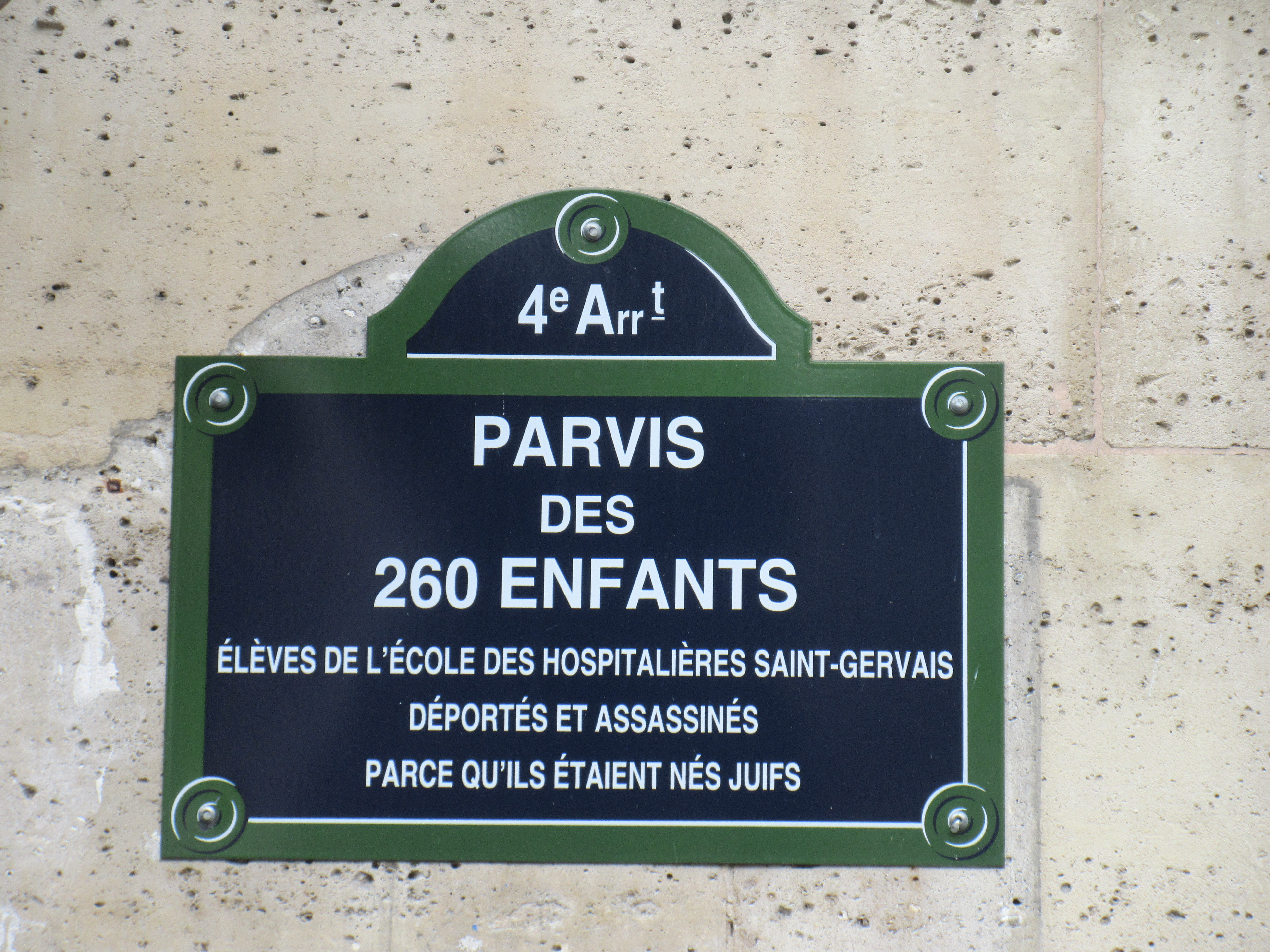
Plaque du parvis.

Ce nom rappelle qu'à cet endroit, les 260 élèves juifs de l'école publique des Hospitalières Saint-Gervais, ont été déportés lors de la rafle du Vel d'Hiv des 16 et 17 juillet 1942, puis assassinés dans les camps d'extermination nazis,.

## Historique
Le parvis, qui a été inauguré le 16 novembre 2018 par Anne Hidalgo, Patrick Bloche et Ariel Weil maire du 4e arrondissement de Paris, occupe l'espace situé devant l'école élémentaire des Hospitalières-Saint-Gervais.

## Bâtiments remarquables et lieux de mémoire
École élémentaire des Hospitalières-Saint-Gervais, occupant une partie de l'espace de l'ancien marché des Blancs-Manteaux. L'ancien pavillon de boucherie, grande halle en pierres de taille (d'une superficie de 434 m2), sert aujourd'hui de préau. C'est la raison de la présence sur sa façade de deux fontaines à tête de bœuf en bronze, réalisées par le sculpteur Edme Gaulle en 1819.